# Simulium corpulentum
Simulium corpulentum är en tvåvingeart som beskrevs av Rubtsov 1956. Simulium corpulentum ingår i släktet Simulium och familjen knott. Inga underarter finns listade i Catalogue of Life.